# Campeonato del mundo de Streetboard 2004
Resultados del campeonato del mundo de Streetboard celebrado en el año 2004

En Varsovia (Polonia) en las tres modalidades: Vert, Street y Best trick.

Únicamente se muestran las tres primeras posiciones. 
| Puesto | País     | Ciudad    | Atleta         |
| ------ | -------- | --------- | -------------- |
| 1      | Alemania | Stuttgart | Thomas Kienle  |
| 2      | Alemania | Stuttgart | Christian Kamm |
| 3      | España   | Barcelona | Sergi Nicolas  |

| Puesto | País           | Ciudad    | Atleta            |
| ------ | -------------- | --------- | ----------------- |
| 1      | Estados Unidos | Utah      | Brinton Gundersen |
| 2      | España         | Barcelona | Sergi Nicolas     |
| 3      | Alemania       | Passau    | Gottart Pilsner   |

| Puesto | País           | Ciudad    | Atleta           | Truco                                |
| ------ | -------------- | --------- | ---------------- | ------------------------------------ |
| 1      | Estados Unidos | Utah      | Briton Gundersen | 450 Board Slide                      |
| 2      | Alemania       | Passau    | Gottart Pilsne   | FS FS 450                            |
| 3      | Alemania       | Stuttgart | Christian Kamm   | Transfer de cuarter a cuarter enorme |

- Datos: Q5745478